# Димово (Калязінський район)
Димово (рос. Дымово) — присілок в Калязінському районі Тверської області Російської Федерації.
Населення становить 170 осіб. Входить до складу муніципального утворення Алфьоровське сільське поселення.

## Історія
Від 2005 року входило до складу муніципального утворення Алфьоровське сільське поселення.

## Населення
| 1859 | 1888 | 1997 | 2002 | 2010 |
| ---- | ---- | ---- | ---- | ---- |
| 261  | ↗274 | ↘158 | ↗183 | ↘170 |